# Grand Prix automobile d'Afrique du Sud 1968
GP précédent GP suivant
Le Grand Prix d'Afrique du Sud 1968 (XIVth South African Grand Prix), disputé sur le circuit du Kyalami le 1er janvier 1968, est la cent-soixante-deuxième épreuve du championnat du monde de Formule 1 courue depuis 1950 et la première manche du championnat 1968.

## Contexte avant la course

### Le championnat du monde

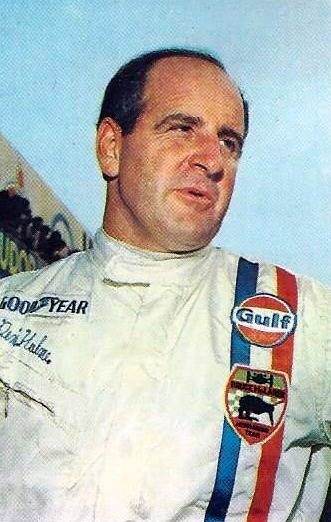
Champion du monde 1967 sur Brabham, Denny Hulme disputera la saison 1968 au sein de l'équipe McLaren.

La saison 1968 est la troisième disputée sous la réglementation trois litres pour les monoplaces à moteur atmosphérique, avec également possibilité d'utilisation de moteurs suralimentés, un coefficient deux étant alors appliqué pour la cylindrée (soit un maximum de 1 500 cm3 en cas d'utilisation d'un compresseur volumétrique ou d'un turbocompresseur). La réglementation s'appuie sur les points suivants :
- pas de cylindrée minimale
- cylindrée maximale : 3 000 cm3 si moteur atmosphérique ou 1 500 cm3 si moteur suralimenté
- poids minimal : 500 kg (à sec)
- roues non carénées
- double circuit de freinage obligatoire
- arceau de sécurité obligatoire (le haut du cerceau devant dépasser le casque du pilote)
- démarreur de bord obligatoire
- carburant commercial obligatoire
- ravitaillement en huile interdit durant la course
- distance minimale d'un Grand Prix : 300 km (à l'exception du GP de Monaco)
- distance maximale d'un Grand Prix : 400 km
- distance minimale pour être classé : 90% de la distance parcourue par le vainqueur

D'autre part, la Commission Sportive Internationale (CSI) autorise désormais l'apparition de publicité extra-sportive sur les voitures de course, aussi des annonceurs autres que les habituels pétroliers ou manufacturiers pourront-ils figurer sur les carrosseries.
Apparues au printemps précédent, les Lotus 49 à moteur V8 Ford-Cosworth ont manqué de fiabilité pour imposer leur supériorité technique et malgré quatre victoires n'ont pas permis à Jim Clark de décrocher un troisième titre mondial, le championnat 1967 revenant à Denny Hulme, au terme d'un duel serré avec son patron Jack Brabham, le pilote-constructeur australien ayant été sacré l'année précédente. Les relations entre les deux coéquipiers s'étant quelque peu tendues, Hulme a quitté l'écurie Brabham pour rejoindre celle de son compatriote Bruce McLaren. 

### Le circuit

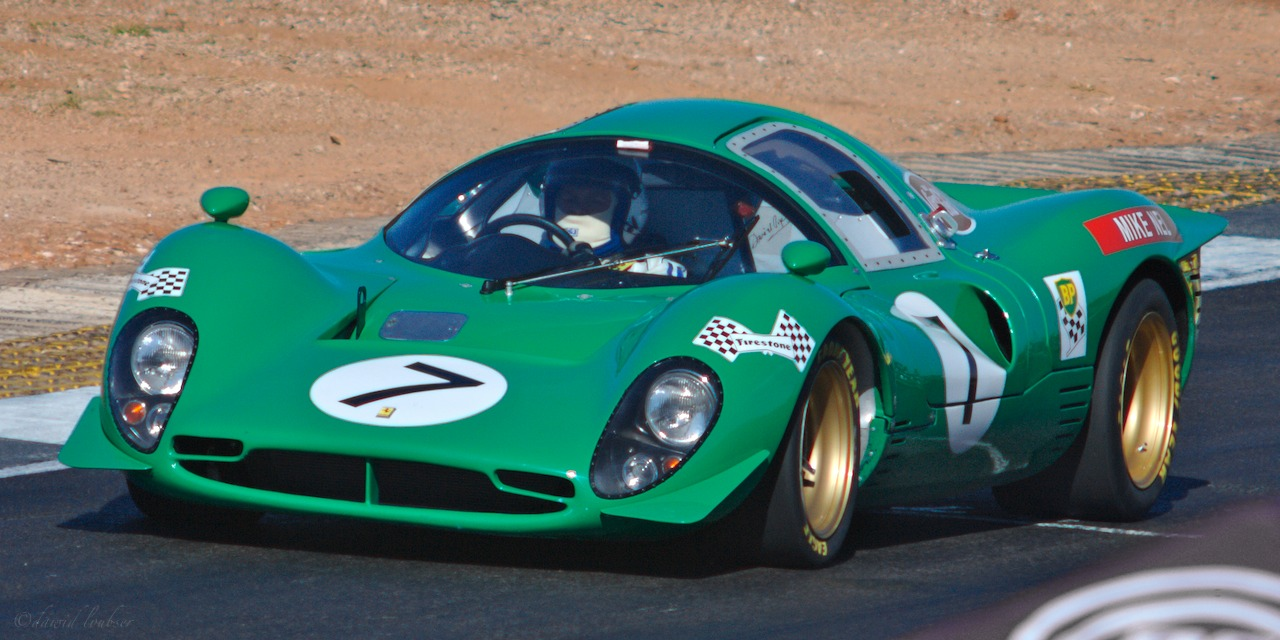
La Ferrari 412P de David Piper avec laquelle Richard Attwood s'est attribué le record officiel du circuit de Kyalami.

Situé vingt-cinq kilomètres au nord de Johannesbourg, sur le Highveld, à environ mille six-cents mètres d'altitude, le circuit de Kyalami fut inauguré en 1961. Tout d'abord réservé aux courses d'amateurs, il accueille en décembre de cette même année sa première compétition internationale, le Grand Prix du Rand, qui sera remporté par la Lotus 21 de Jim Clark à 146 km/h de moyenne. Développant plus de quatre kilomètres, le tracé comporte une longue ligne droite à laquelle succède une portion très sinueuse. Les installations y sont très modernes, avec d'excellentes capacités d'accueil des participants et des spectateurs. Kyalami est depuis 1967 le théâtre du Grand Prix d'Afrique du Sud, auparavant organisé à East London. Bien que ne comptant pas pour le Championnat du monde des voitures de sport, les 9 Heures de Kyalami ont également acquis une notoriété internationale. C'est lors de la dernière édition des "9 Heures" que Richard Attwood, auteur d'un tour à 165,6 km/h de moyenne au volant de la Ferrari 412P qu'il partageait avec David Piper, s'est attribué le record officiel du circuit. Jugé trop rugueux par les pilotes, le revêtement vient d'être entièrement refait ; la piste a également été élargie et des rails de sécurité ont été mis en place dans les passages délicats.

## Monoplaces en lice
Note : les puissances des moteur, basées sur les mesures des bancs d'essais, sont données à titre indicatif : en raison de l'altitude élevée, les puissances disponibles sur le circuit de Kyalami sont inférieures à celles indiquées.
- Brabham BT24 "Usine"

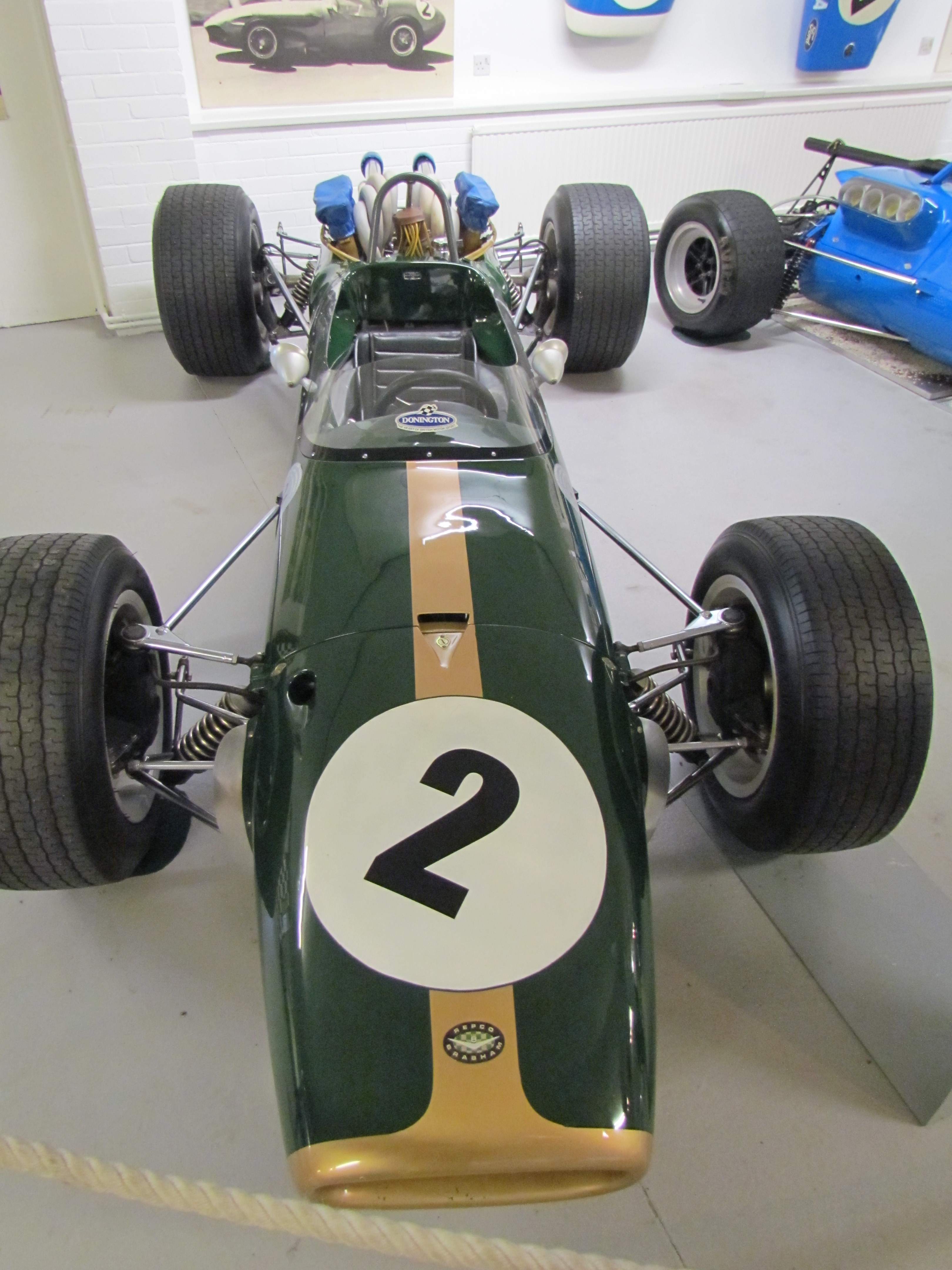
La nouvelle voiture n'étant pas achevée, l'écurie Brabham aligne ses BT24 de la saison précédente.

Les modèles 1968 n'étant pas prêts, Jack Brabham aligne ses deux BT24 de la saison précédente, son nouveau coéquipier Jochen Rindt disposant de la précédente voiture de Denny Hulme. Dérivées de la BT23 de Formule 2, les BT24 sont des monoplaces à structure multitubulaire. Leur moteur V8 Repco d'origine Oldsmobile, à simples arbres à cames en tête, est alimenté par un système d'injection mécanique Lucas. Il développe un peu plus de 330 chevaux à 8000 tr/min. Dotées d'une boîte de vitesses Hewland DG300 à cinq rapports, elles pèsent 510 kg à vide et sont chaussées de pneus Goodyear.
- Brabham BT11 & BT20 privées

Le pilote rhodésien John Love dispose de la BT20 à moteur V8 Repco (570 kg, 300 chevaux) avec laquelle il domine Championnat d'Afrique du Sud de Formule 1. Les pilotes locaux Dave Charlton et Jackie Pretorius s'alignent sur des anciennes Brabham BT11. Charlton utilise un moteur Repco identique à celui de Love, tandis que la voiture de Pretorius est dotée d'un vieux quatre cylindres Climax FPF (2,7 litres, 250 chevaux à 7000 tr/min). Tous utilisent des pneus Firestone.
- Lotus 49 "Usine"

Le Team Lotus a engagé deux 49 à moteur V8 Ford-Cosworth pour Jim Clark et Graham Hill, Clark bénéficiant d'un châssis neuf. Ces monoplaces à structure monocoque ne pèsent que 500 kg, la coque se réduisant à la partie avant, le moteur supportant le train arrière et la boîte de vitesses ZF. Doté de deux doubles arbres à cames en tête et d'une distribution à 4 soupapes par cylindre, le V8 pèse seulement 168 kg, embrayage et accessoires inclus. Alimenté par injection indirecte Lucas, il développe 400 chevaux à 9000 tr/min. Firestone est le fournisseur officiel des Lotus.
- Cooper T81B & T86 "Usine"

Roy Salvadori ayant démissionné, John Cooper a repris la direction sportive de l'équipe de Surbiton. Un accord vient d'être conclu avec BRM pour la fourniture de moteurs V12 mais dans l'attente les monoplaces britanniques sont toujours équipées de leurs habituels blocs Maserati. Deux voitures ont été préparées, Ludovico Scarfiotti bénéficiant du dernier modèle T86 alors que, engagé de dernière minute, Brian Redman dispose de la T81B. Toutes deux conçues par Derrick White, ces monoplaces à structure monocoque sont équipées de la dernière évolution du V12 Maserati, à quatre arbres à cames en tête, 36 soupapes et double allumage. Leur puissance est de l'ordre de 380 chevaux à 10000 tr/min. La transmission est assurée par une boîte cinq vitesses Hewland. Plus compacte que le T81B, la T86 pèse 560 kg à vide, contre 580 pour sa devancière. Les Cooper sont chaussées de pneus Firestone.
- Cooper T81 & T79 privées

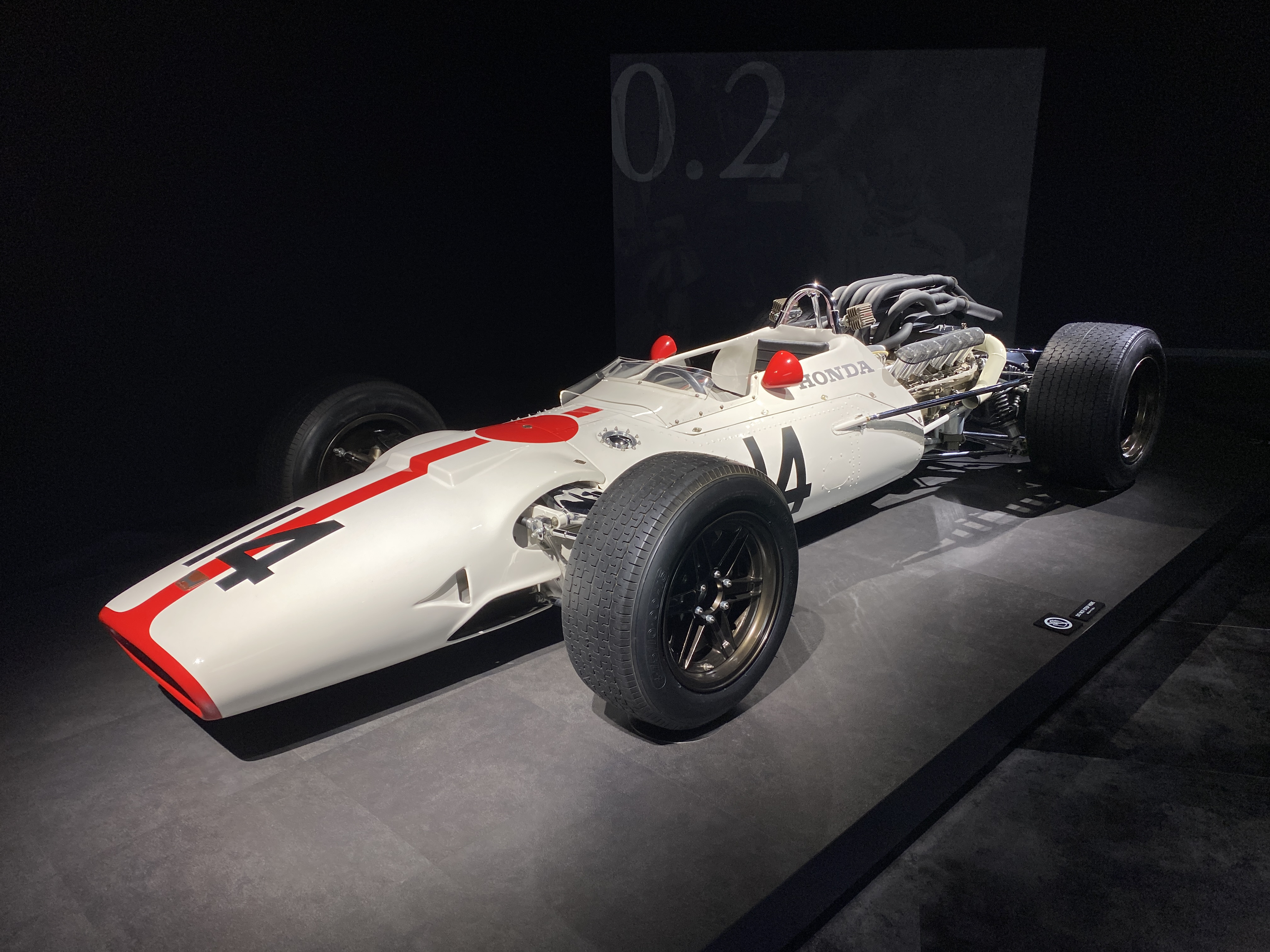
Le châssis de la Honda RA300 a été réalisé chez Lola.

Ayant commandé une Lotus 49 à Colin Chapman, Rob Walker aligne pour la dernière fois sa T81 pour Joseph Siffert. Son V12 Maserati, en version 24 soupapes et double allumage, délivre 360 chevaux à 9000 tr/min. C'est également la dernière fois que Joakim Bonnier pilotera sa T81 à V12 simple allumage (330 chevaux), le pilote privé suédois s'étant engagé à racheter la McLaren M5A. Les T81 pèsent 605 kg à vide. John Love a amené son ancienne T79 à moteur Climax FPF de 2,7 litres, qu'il a confiée à Basil van Rooyen. Ces trois voitures sont chaussées de pneus Firestone.
- Honda RA300 "Usine"

Basée sur un châssis monocoque réalisé dans l'usine Lola de Slough sous la direction d'Eric Broadley, la Honda RA300 est dotée d'un V12 à doubles arbres à cames en tête et 48 soupapes, développant 400 chevaux à 10500 tr/min. Un nouveau V12, plus léger, est en cours de développement, la voiture actuelle étant, avec 600 kg à vide, jugée trop lourde. Une seule voiture est présente, aux mains de John Surtees. La Honda utilise des pneus Firestone.
- Ferrari 312/67 "Usine"

La Scuderia Ferrari a engagé trois 312/67 pour Chris Amon, Jacky Ickx et Andrea de Adamich. Bénéficiant toutes des dernières évolutions du châssis, elles pèsent 510 kg à vide. Leur moteur V12 48 soupapes est alimenté par injection indirecte Lucas et développe 410 chevaux à 10800 tr/min. La boîte de vitesses est à cinq rapports. Les Ferrari sont équipées de pneus Firestone.
- BRM P126 & P115 "Usine"

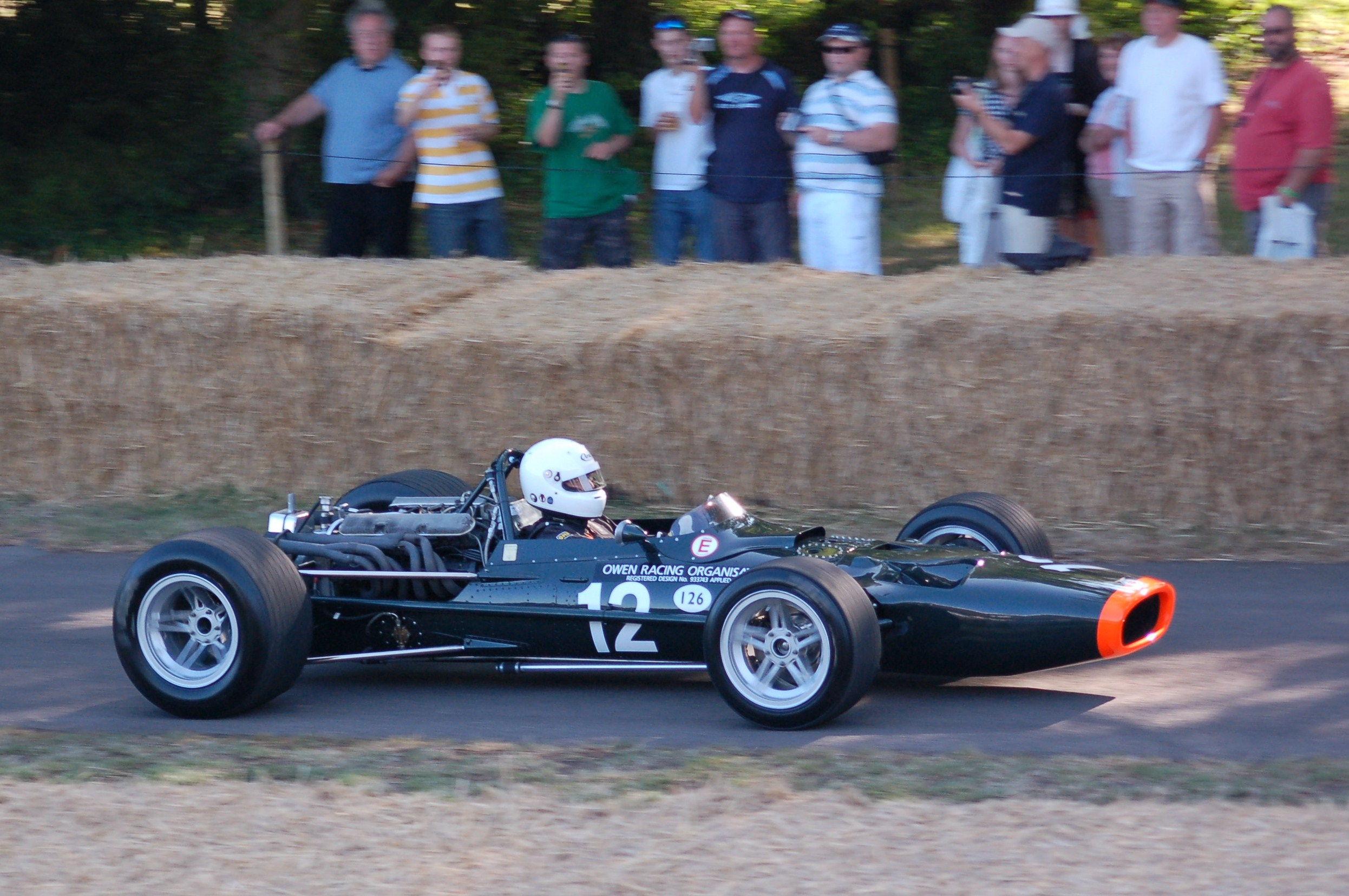
La BRM P126 a été initialement conçue pour la série Tasmane.

Nouvelle recrue de l'équipe de Bourne, Pedro Rodríguez dispose de la toute récente P126 à moteur V12, son coéquipier Mike Spence pilotant la P115 à moteur 16 cylindres. Conçue par Len Terry, la P126 est une monocoque de petit gabarit, pesant 520 kg à vide. La voiture alignée en Afrique du Sud est la troisième construite, les deux premiers châssis, équipés d'un moteur de 2,5 litres, étant destinés à la série Tasmane. Sur la F1, le V12 trois litres, en version 24 soupapes, développe 380 chevaux à 9500 tr/min. La transmission est assurée par une boîte «cinq» Hewland DG300. Pesant 665 kg à vide, la P115, à boîte six vitesses, est donnée pour 400 chevaux à 10000 tr/min. Les BRM utilisent des pneus Goodyear.
- Eagle T1G "Usine"

Le pilote-constructeur Dan Gurney a amené la dernière version de son Eagle T1G, dont la coque est à base de titane et magnésium. À la suite des récurrents problèmes rencontrés avec Weslake, son fournisseur de moteurs, les V12 à doubles arbres à cames en tête et 48 soupapes, d'une puissance de 410 chevaux à 10000 tr/min, seront désormais assemblés dans les ateliers AAR et c'est la dernière fois que Gurney utilise un moteur fabriqué par Weslake. L'Eagle pèse 525 kg à vide et est chaussée de pneus Goodyear.
- McLaren M5A "Usine"

Accaparé par la mise au point de sa nouvelle monoplace et par la préparation du Championnat de Formule Tasmane 1968, Bruce McLaren a fait l'impasse sur l'épreuve sud-africaine, laissant seul Denny Hulme défendre les couleurs de l'équipe. Le champion en titre dispose de la M5A, dérivée de la M4A de Formule 2, dotée d'un V12 BRM de 380 chevaux et d'une boîte «cinq» Hewland. Elle pèse 535 kg à vide et utilise des pneus Goodyear.
- Matra MS7 "Usine"

Dans l'attente de la future MS11 à moteur V12, qui doit apparaître à Monaco, l'équipe française engage une MS7 de Formule 2 pour Jean-Pierre Beltoise. Un lest de 100 kg a été ajouté afin d'atteindre les 500 kg réglementaires. Son moteur quatre cylindres Cosworth FVA de 1594 cm3, alimenté par injection mécanique Lucas, développe 230 chevaux à 9500 tr/min. Pour la saison 1968, les Matra disposeront en exclusivité de pneus Dunlop.
- Matra International

Après avoir dirigé avec succès une équipe de Formule Junior puis de Formule 2, Ken Tyrrell a trouvé un accord avec les dirigeants de Matra pour engager en championnat du monde une F1 à moteur Cosworth, en parallèle de l'équipe officielle qui fera courir une monoplace 100% française. Le châssis monocoque de la future MS10, destinée à recevoir le V8, n'est pas achevé et les dirigeants de Matra International ont amené un modèle hybride, dérivé de la MS7 de Formule 2, sur lequel a été greffé un berceau supportant le V8 Cosworth de 400 chevaux. Terminée la veille de Noël, la voiture n'a pas encore été peinte (la coque a seulement reçu une couche d'apprêt vert mat) et a uniquement effectué quelques tours, aux mains de Jackie Stewart, sur le circuit de Montlhéry. Baptisée MS9, cette voiture expérimentale pesant 540 kg à vide a été amenée à seule fin d'essais, Tyrrell ayant également amenée une MS7 de F2 semblable à celle de Beltoise, destinée à Stewart pour la course. Les deux voitures sont chaussées de pneus Dunlop.
- LDS

Le pilote rhodésien Sam Tingle pilote son habituelle LDS Mk3, monoplace à châssis multitubulaire semblable aux Brabham BT11. Il vient de faire remplacer l'antique moteur Climax FPF 4 cylindres par un V8 Repco de 300 chevaux. Il utilise des pneus Firestone.

## Coureurs inscrits

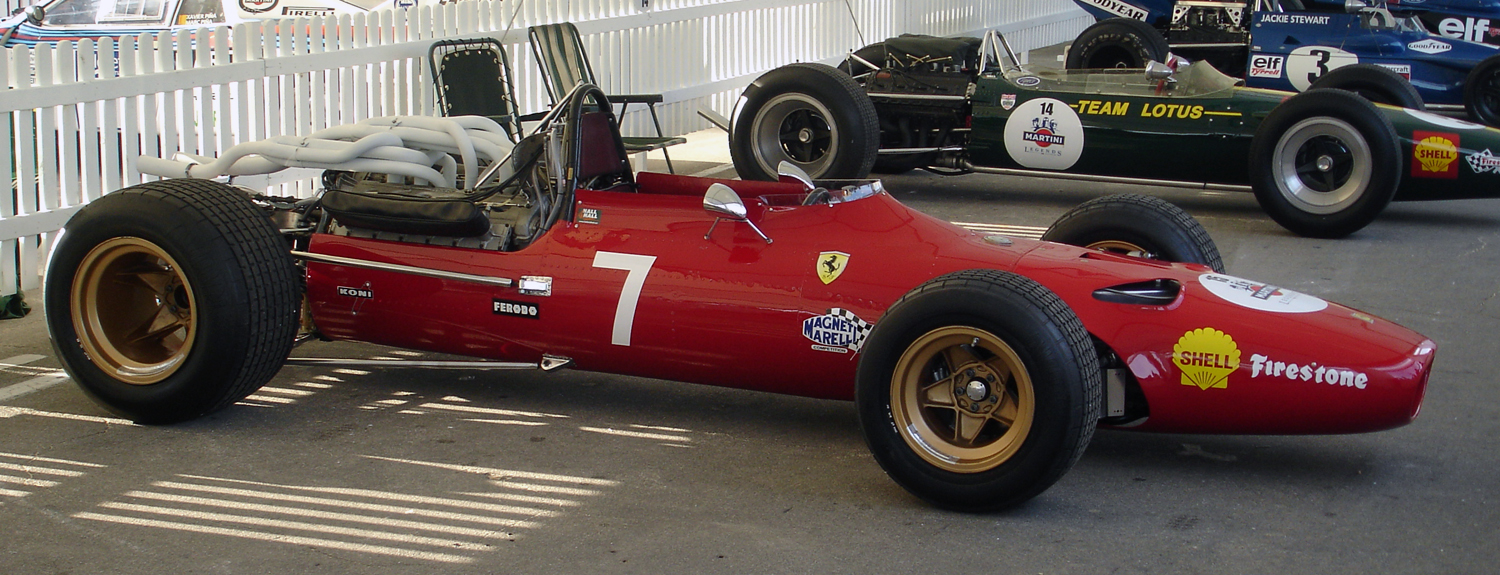
Trois Ferrari 312/67 ont été engagées.

| no | Pilote               | Écurie                      | Constructeur | Modèle         | N° châssis | Moteur                 | Pneumatiques |
| -- | -------------------- | --------------------------- | ------------ | -------------- | ---------- | ---------------------- | ------------ |
| 1  | Denny Hulme          | Bruce McLaren Motor Racing  | McLaren      | McLaren M5A    | M5A/1      | BRM P101 V12           | G            |
| 2  | Jack Brabham         | Brabham Racing Organisation | Brabham      | Brabham BT24   | BT24/1     | Repco 740 V8           | G            |
| 3  | Jochen Rindt         | Brabham Racing Organisation | Brabham      | Brabham BT24   | BT24/2     | Repco 740 V8           | G            |
| 4  | Jim Clark            | Team Lotus                  | Lotus        | Lotus 49       | 49 R4      | Ford Cosworth DFV V8   | F            |
| 5  | Graham Hill          | Team Lotus                  | Lotus        | Lotus 49       | 49 R3      | Ford Cosworth DFV V8   | F            |
| 6  | Dan Gurney           | Anglo-American Racers       | Eagle        | Eagle T1G      | 104        | Weslake 58 V12         | G            |
| 7  | John Surtees         | Honda R&D Company           | Honda        | Honda RA300    | RA300/1    | Honda RA273E V12       | F            |
| 8  | Chris Amon           | SpA Ferrari SEFAC           | Ferrari      | Ferrari 312/67 | 312/0007   | Ferrari 242 V12        | F            |
| 9  | Jacky Ickx           | SpA Ferrari SEFAC           | Ferrari      | Ferrari 312/67 | 312/0003   | Ferrari 242 V12        | F            |
| 10 | Andrea de Adamich    | SpA Ferrari SEFAC           | Ferrari      | Ferrari 312/67 | 312/0005   | Ferrari 242 V12        | F            |
| 11 | Pedro Rodríguez      | Owen Racing Organisation    | BRM          | BRM P126       | P126/3     | BRM P101 V12           | G            |
| 12 | Mike Spence          | Owen Racing Organisation    | BRM          | BRM P115       | 1151       | BRM P75 H16            | G            |
| 14 | Brian Redman         | Cooper Car Company          | Cooper       | Cooper T81 B   | F1-1-67    | Maserati 10/F1 V12     | F            |
| 15 | Ludovico Scarfiotti  | Cooper Car Company          | Cooper       | Cooper T86     | F1-2-67    | Maserati 10/F1 V12     | F            |
| 16 | Jackie Stewart       | Matra International         | Matra        | Matra MS9      | MS9-01     | Ford Cosworth DFV V8   | D            |
| 17 | John Love            | Team Gunston                | Brabham      | Brabham BT20   | F1-1-66    | Repco 620 V8           | F            |
| 18 | Sam Tingle           | Team Gunston                | LDS          | LDS Mk3B       | LDS 10     | Repco 620 V8           | F            |
| 19 | Joseph Siffert       | Rob Walker/Jack Durlacher   | Cooper       | Cooper T81     | F1-2-66    | Maserati 9/F1 V12      | F            |
| 20 | Joakim Bonnier       | Joakim Bonnier Racing Team  | Cooper       | Cooper T81     | F1-5-66    | Maserati 9/F1 V12      | F            |
| 21 | Jean-Pierre Beltoise | Matra Sports                | Matra        | Matra MS7      | MS7-01     | Ford Cosworth FVA L4   | D            |
| 22 | Dave Charlton        | Scuderia Scribante          | Brabham      | Brabham BT11   | F1-2-64    | Repco 620 V8           | F            |
| 23 | Jackie Pretorius     | Team Pretoria               | Brabham      | Brabham BT11   | IC-5-64    | Coventry Climax FPF L4 | F            |
| 25 | Basil van Rooyen     | John Love                   | Cooper       | Cooper T79     | FL-1-65    | Coventry Climax FPF L4 | F            |
| 26 | Jackie Stewart       | Matra International         | Matra        | Matra MS7      | MS7-04     | Ford Cosworth FVA L4   | D            |

## Qualifications
Trois séances qualificatives sont prévues, les jeudi, vendredi et samedi après-midi précédant la course.

### Première séance qualificative - jeudi 28 décembre
Il fait beau mais pas trop chaud lorsque commencent les essais officiels, le jeudi après-midi. Un problème dans les transports aériens locaux a généré de nombreux retards et tous les pilotes ne sont pas encore arrivés, dont Graham Hill, Dan Gurney, Pedro Rodríguez, Chris Amon et Jacky Ickx. En l'absence de son coéquipier Hill, Jim Clark est l'un des premiers en piste. L'Écossais étrenne un tout nouveau châssis qui s'avère d'emblée parfaitement réglé, le pilote Lotus ne mettant que trois tours pour approcher le record du circuit, avant de boucler son quatrième à 168,7 km/h de moyenne. Seul pilote présent de la Scuderia Ferrari, Andrea de Adamich ne va boucler que deux tours rapides avant d'être pénalisé par des problèmes d'alimentation, le carburant ayant tendance à s'évaporer. Il est loin d'être le seul à connaître ce genre de problème, favorisé par l'altitude, Denny Hulme (McLaren) y étant également confronté, tout comme Brian Redman et Ludovico Scarfiotti au sein de l'équipe Cooper. Clark tourne assidument et améliore constamment ses temps, distançant tous ses rivaux. Au terme de cette première journée, il va parvenir à battre de plus de cinq secondes le record officiel, dépassant les 176 km/h de moyenne. Seul Jackie Stewart, au volant de l'étonnante Matra expérimentale disposant du même moteur que la Lotus de Clark, parviendra à s'approcher à moins d'une seconde de son compatriote. Apparues en fin de séance, les Brabham officielles ont peu tourné, Jack Brabham obtenant toutefois le quatrième meilleur temps (à quelques dixièmes de la Honda de John Surtees), tandis que son nouveau coéquipier Jochen Rindt s'est contenté de se familiariser avec sa monoplace.
| Pos. | Pilote               | Écurie          | Temps        | Écart    |
| ---- | -------------------- | --------------- | ------------ | -------- |
| 1    | Jim Clark            | Lotus-Ford      | 1 min 23 s 9 |          |
| 2    | Jackie Stewart       | Matra-Ford      | 1 min 24 s 7 | + 0 s 8  |
| 3    | John Surtees         | Honda           | 1 min 26 s 4 | + 2 s 5  |
| 4    | Jack Brabham         | Brabham-Repco   | 1 min 26 s 7 | + 2 s 8  |
| 5    | Dave Charlton        | Brabham-Repco   | 1 min 27 s 5 | + 3 s 6  |
| 6    | Denny Hulme          | McLaren-BRM     | 1 min 27 s 5 | + 3 s 6  |
| 7    | John Love            | Brabham-Repco   | 1 min 28 s 4 | + 4 s 5  |
| 8    | Sam Tingle           | LDS-Repco       | 1 min 28 s 6 | + 4 s 7  |
| 9    | Jochen Rindt         | Brabham-Repco   | 1 min 29 s 3 | + 5 s 4  |
| 10   | Brian Redman         | Cooper-Maserati | 1 min 29 s 4 | + 5 s 5  |
| 11   | Mike Spence          | BRM             | 1 min 29 s 6 | + 5 s 7  |
| 12   | Ludovico Scarfiotti  | Cooper-Maserati | 1 min 31 s 2 | + 7 s 3  |
| 13   | Andrea de Adamich    | Ferrari         | 1 min 32 s 6 | + 8 s 7  |
| 14   | Jean-Pierre Beltoise | Matra-Ford      | 1 min 34 s 5 | + 10 s 6 |

### Deuxième séance qualificative - vendredi 29 décembre
Il fait beaucoup plus chaud que la veille pour la deuxième journée d'essais, le vendredi. Tous les pilotes sont enfin arrivés et Hill ne tarde pas à confirmer l'excellente tenue des Lotus et le parfait fonctionnement du V8 Ford en altitude. Malgré la chaleur, Clark améliore ses chronos de la veille. Testant les pneus Dunlop destinés aux Matra, il va tourner, malgré un sous-virage chronique, à plus de 178 km/h de moyenne. En fin de journée, avec une pression de gonflage mieux adaptée, il va parvenir à atteindre la moyenne de 179,3 km/h, reléguant son coéquipier (dont les essais ont été perturbés par des problèmes de  pompe à essence et d'embrayage) à plus d'une seconde et demie. Stewart est le seul à pouvoir inquiéter les Lotus et ses temps sont voisins de ceux de Hill, alors que tous les autres pilotes doivent composer avec des problèmes de carburation et de surconsommation. Malgré des problèmes de surchauffe, Brabham et Rindt se montrent parmi les plus rapides de ceux ne disposant pas du V8 Cosworth, bientôt rejoints par Chris Amon qui sur se montre le meilleur des pilotes Ferrari en égalant en fin de journée la performance de Brabham, qui n'a pu aller au terme de la séance à cause d'un moteur cassé. Satisfait du comportement de sa voiture expérimentale, Stewart, sous l'insistance de Ken Tyrrell, a effectué quelques tours avec sa Matra F2 (lestée à 500 kg), l'équipe Matra Internationale n'ayant initialement pas prévu d'aligner la MS9 en course.
| Pos. | Pilote               | Écurie          | Temps        | Écart   |
| ---- | -------------------- | --------------- | ------------ | ------- |
| 1    | Jim Clark            | Lotus-Ford      | 1 min 22 s 4 |         |
| 2    | Graham Hill          | Lotus-Ford      | 1 min 24 s 0 | + 1 s 6 |
| 3    | Jackie Stewart       | Matra-Ford      | 1 min 24 s 2 | + 1 s 8 |
| 4    | Jack Brabham         | Brabham-Repco   | 1 min 24 s 8 | + 2 s 4 |
| 5    | Chris Amon           | Ferrari         | 1 min 24 s 8 | + 2 s 4 |
| 6    | Jochen Rindt         | Brabham-Repco   | 1 min 25 s 2 | + 2 s 8 |
| 7    | John Surtees         | Honda           | 1 min 25 s 2 | + 2 s 8 |
| 8    | Andrea de Adamich    | Ferrari         | 1 min 25 s 4 | + 3 s 0 |
| 9    | Dan Gurney           | Eagle-Weslake   | 1 min 25 s 6 | + 3 s 2 |
| 10   | Denny Hulme          | McLaren-BRM     | 1 min 26 s 0 | + 3 s 6 |
| 11   | Jean-Pierre Beltoise | Matra-Ford      | 1 min 27 s 5 | + 5 s 1 |
| 12   | Joseph Siffert       | Cooper-Maserati | 1 min 27 s 5 | + 5 s 1 |
| 13   | Dave Charlton        | Brabham-Repco   | 1 min 27 s 7 | + 5 s 3 |
| 14   | Ludovico Scarfiotti  | Cooper-Maserati | 1 min 28 s 0 | + 5 s 6 |
| 15   | Mike Spence          | BRM             | 1 min 28 s 1 | + 5 s 7 |
| 16   | John Love            | Brabham-Repco   | 1 min 28 s 1 | + 5 s 7 |
| 17   | Joakim Bonnier       | Cooper-Maserati | 1 min 28 s 2 | + 5 s 8 |
| 18   | Jacky Ickx           | Ferrari         | 1 min 28 s 9 | + 6 s 5 |
| 19   | Brian Redman         | Cooper-Maserati | 1 min 29 s 3 | + 6 s 9 |
| 20   | Pedro Rodríguez      | BRM             | 1 min 30 s 6 | + 8 s 2 |
| 21   | Basil van Rooyen     | Cooper-Climax   | 1 min 30 s 6 | + 8 s 2 |
| 22   | Sam Tingle           | LDS-Repco       | 1 min 30 s 8 | + 8 s 4 |
| 23   | Jackie Pretorius     | Brabham-Climax  | 1 min 32 s 0 | + 9 s 6 |

### Troisième séance qualificative - samedi 30 décembre
Il fait presque aussi chaud que la veille lors de la dernière session qualificative. Beaucoup d'équipes ont doté leurs voitures de conduites d'air et d'échangeurs additionnels. Utilisant une nouvelle fois les pneus Dunlop, Clark confirme  sa supériorité et ne tarde pas à approcher les 180 km/h de moyenne ! Les Lotus ne pouvant utiliser ces gommes en course, Clark revient aux pneus Firestone et bat d'une demi-seconde son chrono précédent, fixant la barre à 181 km/h ! Personne ne sera en mesure de l'inquiéter, Graham Hill, auteur du deuxième meilleur temps, échouant à une seconde de son coéquipier. Troisième, Stewart complète la première ligne. Le pilote Matra a également tourné avec la F2, se permettant de battre, à son volant, bon nombre de F1 nettement plus puissantes, mais a convaincu son équipe de prendre le départ avec la F1 expérimentale, sur laquelle a été ajouté un réservoir d'appoint. Rindt et Brabham ont réalisé des performances équivalentes et se partagent la deuxième ligne. Chez Ferrari, Adamich a créé la surprise, ayant réussi à devancer Amon, tous deux occupant la troisième ligne au côté de la Honda de Surtees. Malgré sa bonne connaissance du circuit, leur coéquipier Ickx n'est pas parvenu à trouver les réglages adéquats et n'a réalisé que le onzième temps, rendant plus d'une seconde à ses coéquipiers. Il est devancé par Pedro Rodríguez qui, bien qu'accablé par les ennuis durant les trois jours, a qualifié la BRM douze cylindres en quatrième ligne, au côté du champion du monde Denny Hulme. À la fin des essais, les mécaniciens du Team Lotus ont constaté qu'une chemise du V8 de Clark était fêlée et passeront une partie de la journée du dimanche à monter un moteur neuf sur sa monoplace.
| Pos. | Pilote               | Écurie          | Temps        | Écart   |
| ---- | -------------------- | --------------- | ------------ | ------- |
| 1    | Jim Clark            | Lotus-Ford      | 1 min 21 s 6 |         |
| 2    | Graham Hill          | Lotus-Ford      | 1 min 22 s 6 | + 1 s 0 |
| 3    | Jackie Stewart       | Matra-Ford      | 1 min 22 s 7 | + 1 s 1 |
| 4    | Jochen Rindt         | Brabham-Repco   | 1 min 23 s 0 | + 1 s 4 |
| 5    | Jack Brabham         | Brabham-Repco   | 1 min 23 s 2 | + 1 s 6 |
| 6    | John Surtees         | Honda           | 1 min 23 s 5 | + 1 s 9 |
| 7    | Andrea de Adamich    | Ferrari         | 1 min 23 s 6 | + 2 s 0 |
| 8    | Chris Amon           | Ferrari         | 1 min 23 s 8 | + 2 s 2 |
| 9    | Denny Hulme          | McLaren-BRM     | 1 min 24 s 0 | + 2 s 4 |
| 10   | Pedro Rodríguez      | BRM             | 1 min 24 s 9 | + 3 s 3 |
| 11   | Jacky Ickx           | Ferrari         | 1 min 24 s 9 | + 3 s 3 |
| 12   | Dan Gurney           | Eagle-Weslake   | 1 min 25 s 9 | + 4 s 3 |
| 13   | Mike Spence          | BRM             | 1 min 25 s 9 | + 4 s 3 |
| 14   | Dave Charlton        | Brabham-Repco   | 1 min 26 s 2 | + 4 s 6 |
| 15   | Ludovico Scarfiotti  | Cooper-Maserati | 1 min 26 s 3 | + 4 s 7 |
| 16   | Joseph Siffert       | Cooper-Maserati | 1 min 26 s 4 | + 4 s 8 |
| 17   | John Love            | Brabham-Repco   | 1 min 27 s 0 | + 5 s 4 |
| 18   | Jean-Pierre Beltoise | Matra-Ford      | 1 min 27 s 2 | + 5 s 6 |
| 19   | Joakim Bonnier       | Cooper-Maserati | 1 min 27 s 3 | + 5 s 7 |
| 20   | Basil van Rooyen     | Cooper-Climax   | 1 min 27 s 8 | + 6 s 2 |
| 21   | Brian Redman         | Cooper-Maserati | 1 min 28 s 0 | + 6 s 4 |
| 22   | Sam Tingle           | LDS-Repco       | 1 min 28 s 6 | + 7 s 0 |
| 23   | Jackie Pretorius     | Brabham-Climax  | 1 min 29 s 0 | + 7 s 4 |

### Tableau final des qualifications

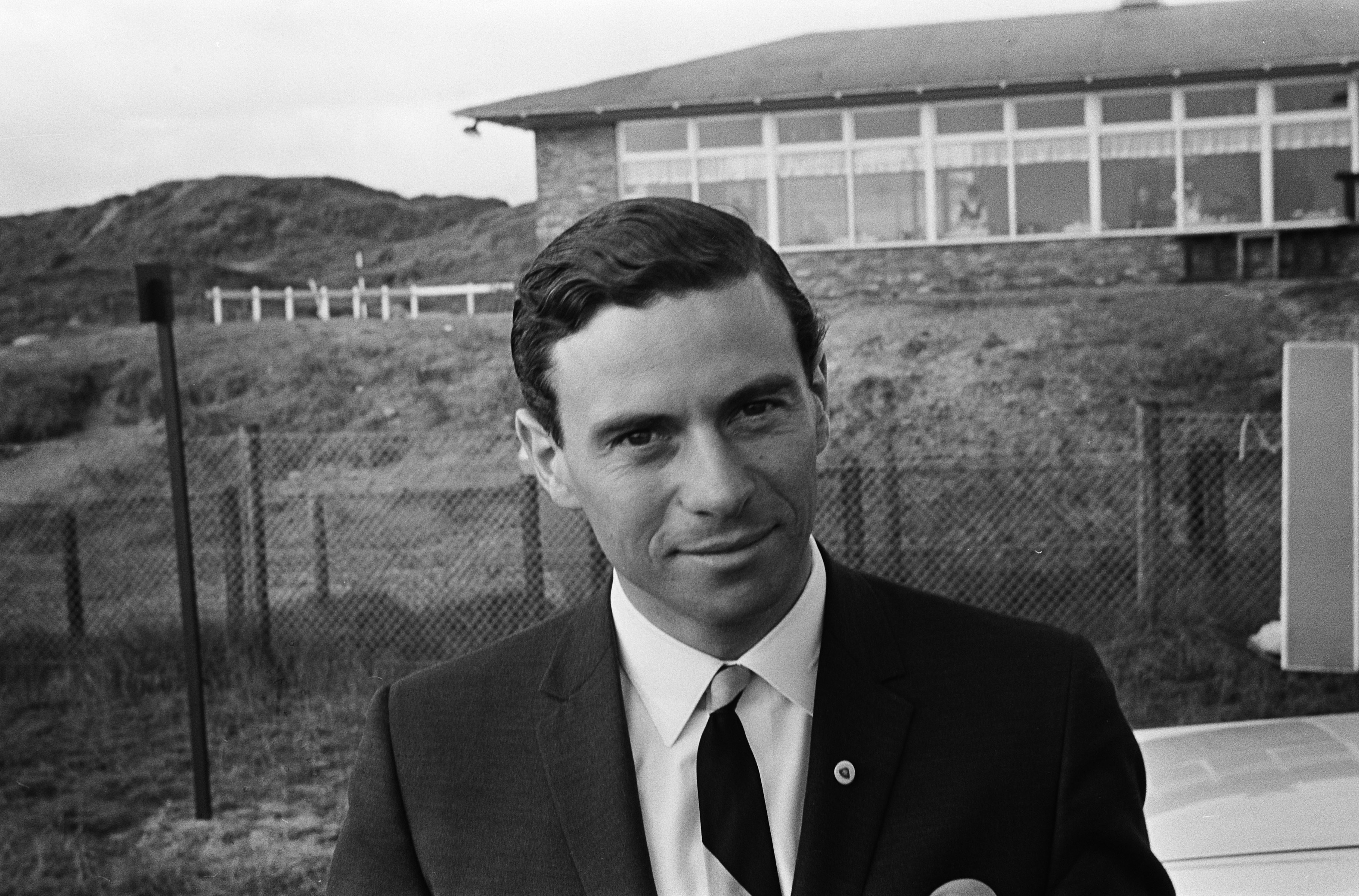
Jim Clark a largement dominé les trois séances de qualification et partira une nouvelle fois en pole position.

| Pos. | Pilote               | Écurie          | Temps        | Écart   | Commentaire               |
| ---- | -------------------- | --------------- | ------------ | ------- | ------------------------- |
| 1    | Jim Clark            | Lotus-Ford      | 1 min 21 s 6 |         | temps réalisé le samedi   |
| 2    | Graham Hill          | Lotus-Ford      | 1 min 22 s 6 | + 1 s 0 | temps réalisé le samedi   |
| 3    | Jackie Stewart       | Matra-Ford      | 1 min 22 s 7 | + 1 s 1 | temps réalisé le samedi   |
| 4    | Jochen Rindt         | Brabham-Repco   | 1 min 23 s 0 | + 1 s 4 | temps réalisé le samedi   |
| 5    | Jack Brabham         | Brabham-Repco   | 1 min 23 s 2 | + 1 s 6 | temps réalisé le samedi   |
| 6    | John Surtees         | Honda           | 1 min 23 s 5 | + 1 s 9 | temps réalisé le samedi   |
| 7    | Andrea de Adamich    | Ferrari         | 1 min 23 s 6 | + 2 s 0 | temps réalisé le samedi   |
| 8    | Chris Amon           | Ferrari         | 1 min 23 s 8 | + 2 s 2 | temps réalisé le samedi   |
| 9    | Denny Hulme          | McLaren-BRM     | 1 min 24 s 0 | + 2 s 4 | temps réalisé le samedi   |
| 10   | Pedro Rodríguez      | BRM             | 1 min 24 s 9 | + 3 s 3 | temps réalisé le samedi   |
| 11   | Jacky Ickx           | Ferrari         | 1 min 24 s 9 | + 3 s 3 | temps réalisé le samedi   |
| 12   | Dan Gurney           | Eagle-Weslake   | 1 min 25 s 9 | + 4 s 3 | temps réalisé le samedi   |
| 13   | Mike Spence          | BRM             | 1 min 25 s 9 | + 4 s 3 | temps réalisé le samedi   |
| 14   | Dave Charlton        | Brabham-Repco   | 1 min 26 s 2 | + 4 s 6 | temps réalisé le samedi   |
| 15   | Ludovico Scarfiotti  | Cooper-Maserati | 1 min 26 s 3 | + 4 s 7 | temps réalisé le samedi   |
| 16   | Joseph Siffert       | Cooper-Maserati | 1 min 26 s 4 | + 4 s 8 | temps réalisé le samedi   |
| 17   | John Love            | Brabham-Repco   | 1 min 27 s 0 | + 5 s 4 | temps réalisé le vendredi |
| 18   | Jean-Pierre Beltoise | Matra-Ford      | 1 min 27 s 2 | + 5 s 6 | temps réalisé le samedi   |
| 19   | Joakim Bonnier       | Cooper-Maserati | 1 min 27 s 3 | + 5 s 7 | temps réalisé le samedi   |
| 20   | Basil van Rooyen     | Cooper-Climax   | 1 min 27 s 8 | + 6 s 2 | temps réalisé le samedi   |
| 21   | Brian Redman         | Cooper-Maserati | 1 min 28 s 0 | + 6 s 4 | temps réalisé le samedi   |
| 22   | Sam Tingle           | LDS-Repco       | 1 min 28 s 6 | + 7 s 0 | temps réalisé le samedi   |
| 23   | Jackie Pretorius     | Brabham-Climax  | 1 min 29 s 0 | + 7 s 4 | temps réalisé le samedi   |

## Grille de départ
| 1re ligne | Pos. 1                      |                               | Pos. 2                       |                                | Pos. 3                         |
|           | Clark Lotus 1 min 21 s 6    |                               | G. Hill Lotus 1 min 22 s 6   |                                | Stewart Matra 1 min 22 s 7     |
| 2e ligne  |                             | Pos. 4                        |                              | Pos. 5                         |                                |
|           |                             | Rindt Brabham 1 min 23 s 0    |                              | Brabham 1 min 23 s 2           |                                |
| 3e ligne  | Pos. 6                      |                               | Pos. 7                       |                                | Pos. 8                         |
|           | Surtees Honda 1 min 23 s 5  |                               | Adamich Ferrari 1 min 23 s 6 |                                | Amon Ferrari 1 min 23 s 8      |
| 4e ligne  |                             | Pos. 9                        |                              | Pos. 10                        |                                |
|           |                             | Hulme McLaren 1 min 24 s 0    |                              | Rodríguez BRM 1 min 24 s 9     |                                |
| 5e ligne  | Pos. 11                     |                               | Pos. 12                      |                                | Pos. 13                        |
|           | Ickx Ferrari 1 min 24 s 9   |                               | Gurney Eagle 1 min 25 s 6    |                                | Spence BRM 1 min 25 s 9        |
| 6e ligne  |                             | Pos. 14                       |                              | Pos. 15                        |                                |
|           |                             | Charlton Brabham 1 min 26 s 2 |                              | Scarfiotti Cooper 1 min 26 s 3 |                                |
| 7e ligne  | Pos. 16                     |                               | Pos. 17                      |                                | Pos. 18                        |
|           | Siffert Cooper 1 min 26 s 4 |                               | Love Brabham 1 min 27 s 0    |                                | Beltoise Matra 1 min 27 s 2    |
| 8e ligne  |                             | Pos. 19                       |                              | Pos. 20                        |                                |
|           |                             | Bonnier Cooper 1 min 27 s 3   |                              | van Rooyen Cooper 1 min 27 s 8 |                                |
| 9e ligne  | Pos. 21                     |                               | Pos. 22                      |                                | Pos. 23                        |
|           | Redman Cooper 1 min 28 s 0  |                               | Tingle LDS 1 min 28 s 6      |                                | Pretorius Brabham 1 min 29 s 0 |

## Déroulement de la course

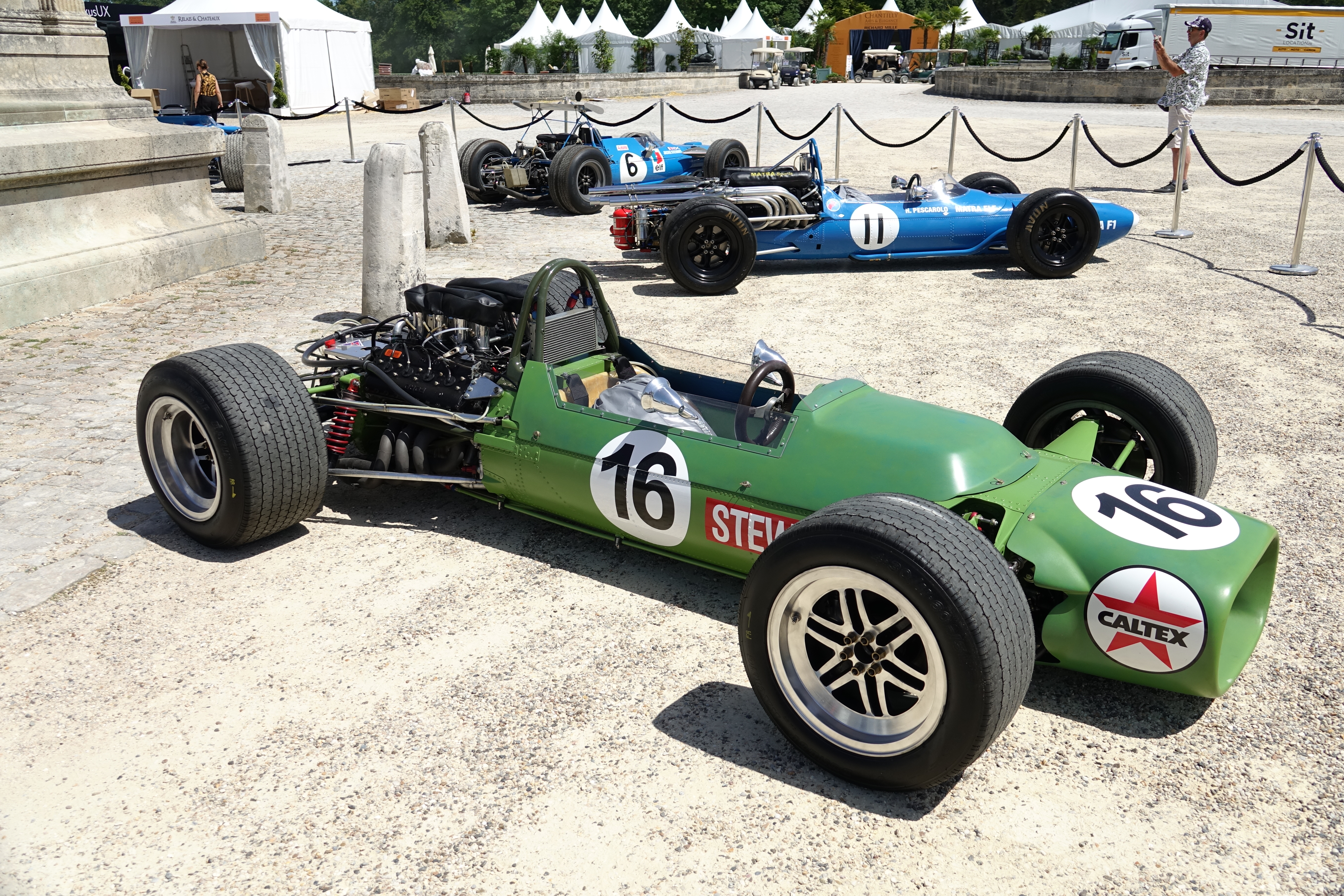
La Matra expérimentale MS9 de Jackie Stewart (vue ici lors d'un rassemblement historique) a animé le début de course.

Le départ de la course est donné le lundi à quinze heures, sous une chaleur caniculaire (la température du tarmac dépasse 50° C). Près de quatre-vingt-dix mille spectateurs assistent à la course. Au signal, Jim Clark et Graham Hill hésitent et sont immédiatement débordés par la Brabham de Jochen Rindt, qui s'est habilement infiltrée entre les deux Lotus, et par la Matra de Jackie Stewart. Au bout de la ligne droite Stewart a déjà pris l'avantage sur Rindt et négocie le premier virage en tête. Il sera le premier à repasser devant les tribunes, talonné toutefois par Clark qui, après avoir facilement doublé la Brabham dans les esses, est rapidement revenu dans les roues de la Matra. Troisième, Rindt est légèrement décroché mais a opéré une cassure sur le reste du peloton, emmené par la  John Surtees (Honda) et Jack Brabham, Hill n'étant que septième derrière la Ferrari de Chris Amon. Stewart ne peut résister à Clark qui s'empare du commandement au freinage de Crowthorne et se détache aussitôt, tandis que Brabham prend l'avantage sur Surtees. Hill ne reste pas longtemps englué dans le peloton et va successivement doubler Amon et Surtees au cours de ce deuxième tour. Alors que Clark fait désormais cavalier seul, la course est momentanément perturbée par l'intervention des secours : dans les esses, une Durit s'est rompue sur la Cooper de Ludovico Scarfiotti, qui naviguait  et le pilote italien a été aspergé par les projections d'eau bouillante ; il a malgré tout continué sur quelques centaines de mètres afin de parquer sa voiture dans une zone sure, à l'entrée de la ligne droite, avant d'être évacué en ambulance, souffrant de brûlures au premier degré aux jambes et aux bras. Son coéquipier Brian Redman n'ira pas beaucoup plus loin, moteur surchauffé à la suite d'une fuite d'huile. Après cinq tours, Clark possède près de trois secondes d'avance sur Stewart, quatre sur Rindt et cinq sur Brabham. Hill, qui vient un peu plus loin, a largement distancé Surtees, ce dernier contient difficilement Amon, dans son sillage immédiat. Se sentant menacé par Hill, Brabham attaque et dépasse son coéquipier Rindt au cours du septième tour. Il ne conservera pas longtemps la troisième place, un problème d'allumage perturbant le fonctionnement du moteur à haut régime. Au dixième tour, Rindt repasse devant Brabham, qui se fait également doubler par Hill. L'écart entre les deux premiers est alors de sept secondes et demie, Rindt et Hill pointant déjà à plus de dix secondes de la Lotus de tête. Brabham est bientôt contraint de s'arrêter au stand et va y perdre plus d'un tour. Le problème n'est pas réglé et le pilote australien renoncera peu après, moteur hors d'usage. Surtees prend brièvement la cinquième place avant qu'Amon ne parvienne enfin à déborder la Honda. Hill a rattrapé Rindt et lui prend la troisième place lors du treizième tour. Il se lance maintenant à la poursuite de Stewart, trois secondes devant lui. Surtees est désormais attaqué par Andrea de Adamich, remonté en septième position à l'issue d'un beau début de course. Le jeune pilote italien va cependant se faire surprendre, au cours du quatorzième tour, par une trainée d'huile non signalée et endommager la suspension de sa Ferrari contre le rail de sécurité. Menacé par Hill, Stewart est parvenu à hausser son rythme, reprenant un peu de champ sur la deuxième Lotus. Au quart de la course, Clark est déjà hors de portée de ses poursuivants. Stewart est à quinze secondes, Hill (qui a distancé Rindt) à vingt. Cinquième, Amon accuse une quarantaine de secondes de retard tandis que le retard de Surtees, sixième, frôle la minute. Le moteur V12 du Britannique fonctionne mal et Jacky Ickx (Ferrari) est en passe de le rejoindre. Le jeune espoir belge va s'emparer facilement de la sixième place, la pompe à essence de Surtees fonctionnant de plus en plus mal. L'ancien motard se fera encore déborder par la McLaren de Denny Hulme et l'Eagle de Dan Gurney avant d'effectuer un arrêt au stand. Il en repartira après une brève intervention de ses mécaniciens, avec désormais un tour et demi de retard sur les premiers. Progressivement revenu sur Stewart, Hill a passé la Matra au cours du vingt-huitième tour, les deux Lotus caracolant désormais en tête. Le pilote Matra ne se laisse cependant pas facilement distancer et va rester quelque temps au contact de la seconde. Gurney s'est arrêté pour faire vérifier sa pression d'huile et Hulme occupe maintenant le septième rang, à un peu plus de dix secondes de Ickx. À la mi-course, vingt-trois secondes séparent Clark de son coéquipier Hill, Stewart étant seulement deux secondes derrière le pilote anglais. Toujours quatrième, Rindt se maintient à une quarantaine de secondes du leader, tandis qu'Amon, cinquième, est le dernier pilote dans le même tour. Ickx, sixième, conserve une bonne marge d'avance sur Hulme.
Malgré un embrayage défectueux, Hill tourne désormais sur le même rythme que son coéquipier et Stewart commence à perdre du terrain sur lui quand le moteur de la Matra refuse soudain tout service, une soupape étant descendue dans la chambre de combustion. Rindt hérite de la troisième place, loin devant Amon qui accuse près d'un tour de retard. Bien qu'au bord de l'épuisement, Ickx se maintient en cinquième position mais lors de son cinquante-deuxième tour il est contraint de ranger sa Ferrari sur le bord, une bielle ayant été endommagée à la suite d'une rupture de canalisation d'huile. Les écarts se sont alors stabilisés : vingt-six secondes entre Clark et Hill, lui-même seize secondes devant Rindt alors qu'Amon, toujours quatrième, est sur le point d'être rattrapé par la Lotus de tête. Hulme, isolé, est maintenant cinquième, très loin devant Gurney qui accuse plus de deux tours de retard. Le pilote-constructeur californien va s'arrêter peu après, avant de stopper définitivement quelques tours plus tard, le V12 ayant perdu presque toute son huile. Aux trois quarts de l'épreuve, les positions semblent désormais acquises, seul le duel pour la sixième place entre la Cooper de Joseph Siffert et la petite Matra de Jean-Pierre Beltoise (qui accusent alors près de trois tours de retard) tenant le public en haleine. Le pilote français trouvera finalement l'ouverture peu après et creusera aussitôt l'écart sur son adversaire, se mettant à l'abri d'un éventuel retour. Alors que la course touche à sa fin, Amon s'engouffre dans la voie des stands, à court de carburant. Quelques litres sont rajoutés pour effectuer les quelques kilomètres restant mais il faudra près d'une minute, après avoir versé de la glace sur la pompe à essence, pour relancer le V12 et permettre à Amon de reprendre la piste, son avance sur Hulme lui permettant toutefois de conserver sa quatrième place. Après avoir porté le record à 176,5 km/h à dix minutes de l'arrivée, Clark s'impose brillamment et remporte sa vingt-cinquième victoire en championnat, sa troisième consécutive. Hill assure le double pour l'équipe Lotus, Rindt obtenant une belle troisième place pour sa première course au sein de l'équipe Brabham, tandis que Beltoise, sixième, inscrit son premier point en F1.

### Classements intermédiaires
Classements intermédiaires des monoplaces aux premier, deuxième, cinquième, huitième, dixième, douzième, quinzième, vingtième, vingt-cinquième, trentième, quarantième, cinquantième, soixantième et soixante-dixième tours,.

### Classement de la course

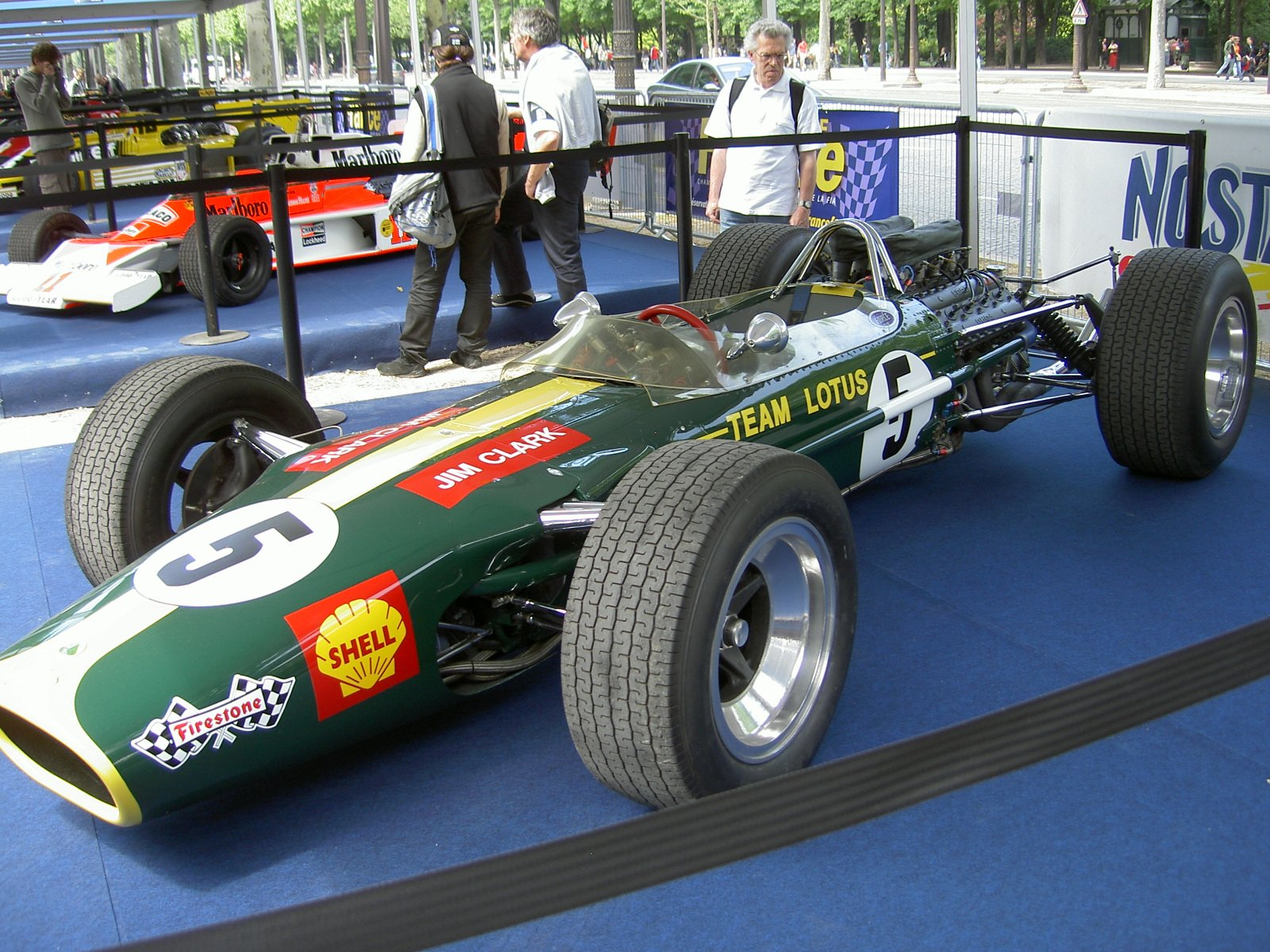
Une Lotus 49 semblable à la voiture victorieuse de Jim Clark.

| Pos  | N° | Pilote               | Écurie          | Tours | Temps/Abandon                  | Grille | Points |
| ---- | -- | -------------------- | --------------- | ----- | ------------------------------ | ------ | ------ |
| 1    | 4  | Jim Clark            | Lotus-Ford      | 80    | 1 h 53 min 56 s 6              | 1      | 9      |
| 2    | 5  | Graham Hill          | Lotus-Ford      | 80    | 1 h 54 min 21 s 9 (+ 25 s 3)   | 2      | 6      |
| 3    | 3  | Jochen Rindt         | Brabham-Repco   | 80    | 1 h 54 min 27 s 0 (+ 30 s 4)   | 4      | 4      |
| 4    | 8  | Chris Amon           | Ferrari         | 78    | 1 h 54 min 32 s 3 (+ 2 tours)  | 8      | 3      |
| 5    | 1  | Denny Hulme          | McLaren-BRM     | 78    | 1 h 54 min 45 s 6 (+ 2 tours)  | 9      | 2      |
| 6    | 21 | Jean-Pierre Beltoise | Matra-Ford      | 77    | 1 h 55 min 06 s 8 (+ 3 tours)  | 18     | 1      |
| 7    | 19 | Joseph Siffert       | Cooper-Maserati | 77    | 1 h 55 min 19 s 5 (+ 3 tours)  | 16     |        |
| 8    | 7  | John Surtees         | Honda           | 75    | 1 h 54 min 12 s 2 (+ 5 tours)  | 6      |        |
| 9    | 17 | John Love            | Brabham-Repco   | 75    | 1 h 55 min 18 s 5 (+ 5 tours)  | 17     |        |
| Nc.  | 23 | Jackie Pretorius     | Brabham-Climax  | 71    | 1 h 54 min 51 s 4 (Non classé) | 23     |        |
| Abd. | 6  | Dan Gurney           | Eagle-Weslake   | 58    | Fuite d'huile                  | 12     |        |
| Abd. | 9  | Jacky Ickx           | Ferrari         | 51    | Fuite d'huile                  | 11     |        |
| Abd. | 20 | Joakim Bonnier       | Cooper-Maserati | 46    | Surchauffe moteur              | 19     |        |
| Abd. | 16 | Jackie Stewart       | Matra-Ford      | 43    | Moteur                         | 3      |        |
| Abd. | 18 | Sam Tingle           | LDS-Repco       | 35    | Surchauffe moteur              | 22     |        |
| Abd. | 25 | Basil van Rooyen     | Cooper-Climax   | 22    | Moteur                         | 20     |        |
| Abd. | 11 | Pedro Rodríguez      | BRM             | 20    | Alimentation                   | 10     |        |
| Abd. | 2  | Jack Brabham         | Brabham-Repco   | 16    | Moteur                         | 5      |        |
| Abd. | 10 | Andrea de Adamich    | Ferrari         | 13    | Accident                       | 7      |        |
| Abd. | 12 | Mike Spence          | BRM             | 7     | Alimentation                   | 14     |        |
| Abd. | 14 | Brian Redman         | Cooper-Maserati | 4     | Fuite d'huile                  | 21     |        |
| Abd. | 22 | Dave Charlton        | Brabham-Repco   | 3     | Différentiel                   | 14     |        |
| Abd. | 15 | Ludovico Scarfiotti  | Cooper-Maserati | 2     | Durit                          | 15     |        |

Légende :
- Abd.=Abandon

### Pole position et record du tour
- Pole position :  Jim Clark (Lotus) en 1 min 21 s 6 (vitesse moyenne : 181,059 km/h). Temps réalisé lors de la séance d'essais du samedi 30 décembre 1967[24].
- Meilleur tour en course :  Jim Clark (Lotus) en 1 min 23 s 7 (vitesse moyenne : 176,516 km/h) au soixante-treizième tour.

#### Évolution du meilleur tour en course
Le meilleur tour fut amélioré trois fois au cours de l'épreuve.

### Tours en tête
- Jackie Stewart : 1 tour (1)
- Jim Clark : 79 tours (2-80)

## Classement général à l'issue de la course
- Attribution des points : 9, 6, 4, 3, 2, 1 respectivement aux six premiers de chaque épreuve.
- Pour la coupe des constructeurs, même barème et seule la voiture la mieux classée de chaque équipe inscrit des points.
- Le championnat est divisé en deux demi-saisons, seuls les cinq meilleurs résultats (sur six épreuves) étant retenus pour chaque partie[24].

| Pos. | Pilote               | Écurie  | Points | AFS | ESP | MON | BEL | NL | FRA | 1re ½ saison | GBR | ALL | ITA | CAN | USA | MEX | 2e ½ saison |
| ---- | -------------------- | ------- | ------ | --- | --- | --- | --- | -- | --- | ------------ | --- | --- | --- | --- | --- | --- | ----------- |
| 1    | Jim Clark            | Lotus   | 9      | 9   |     |     |     |    |     | 9            |     |     |     |     |     |     |             |
| 2    | Graham Hill          | Lotus   | 6      | 6   |     |     |     |    |     | 6            |     |     |     |     |     |     |             |
| 3    | Jochen Rindt         | Brabham | 4      | 4   |     |     |     |    |     | 4            |     |     |     |     |     |     |             |
| 4    | Chris Amon           | Ferrari | 3      | 3   |     |     |     |    |     | 3            |     |     |     |     |     |     |             |
| 5    | Denny Hulme          | McLaren | 2      | 2   |     |     |     |    |     | 2            |     |     |     |     |     |     |             |
| 6    | Jean-Pierre Beltoise | Matra   | 1      | 1   |     |     |     |    |     | 1            |     |     |     |     |     |     |             |

| Pos. | Écurie        | Points | AFS | ESP | MON | BEL | NL | FRA | 1re ½ saison | GBR | ALL | ITA | CAN | USA | MEX | 2e ½ saison |
| ---- | ------------- | ------ | --- | --- | --- | --- | -- | --- | ------------ | --- | --- | --- | --- | --- | --- | ----------- |
| 1    | Lotus-Ford    | 9      | 9   |     |     |     |    |     | 9            |     |     |     |     |     |     |             |
| 2    | Brabham-Repco | 4      | 4   |     |     |     |    |     | 4            |     |     |     |     |     |     |             |
| 3    | Ferrari       | 3      | 3   |     |     |     |    |     | 3            |     |     |     |     |     |     |             |
| 4    | McLaren-BRM   | 2      | 2   |     |     |     |    |     | 2            |     |     |     |     |     |     |             |
| 5    | Matra-Ford    | 1      | 1   |     |     |     |    |     | 1            |     |     |     |     |     |     |             |

## À noter
- 25e et dernière victoire en championnat du monde pour Jim Clark qui s'empare du record de victoires détenu jusque-là par Juan Manuel Fangio.
- 30e victoire en championnat du monde pour Lotus en tant que constructeur.
- 5e victoire en championnat du monde pour Ford-Cosworth en tant que motoriste.